# ويليام وودبريدج
ويليام وودبريدج (بالإنجليزية: William Woodbridge)‏ (و. 1780 – 1861 م) هو سياسي، ومحامي، وقاضي أمريكي، ولد في نورويتش، كان عضوًا في حزب اليمين وشغل منصب الحاكم الثاني لميتشيغان وعضو مجلس الشيوخ الأمريكي عن ولاية ميشيغان.، توفي في ديترويت، عن عمر يناهز 81 عاماً.

## بداياته
ولد وودبريدج في نورويتش بولاية كونيتيكت وهو من نسل البيوريتان الإنجليزي جون وودبريدج.

## مناصب
تولى منصب عضو مجلس الشيوخ الأمريكي ‏ (4 مارس 1841–4 مارس 1847)
- حاكم ميشيغان  [لغات أخرى]‏ (7 يناير 1840–23 فبراير 1841)
- عضو مجلس ولاية ميشيغان (1838–1839)
- عضو مجلس النواب الأمريكي (4 مارس 1819–9 أغسطس 1820)
- عضو مجلس ولاية أوهايو (1809–1814)
- عضو مجلس نواب أوهايو (1807–1808)

.